# Notre maison brûle et nous regardons ailleurs

Jacques Chirac i juni 1999.

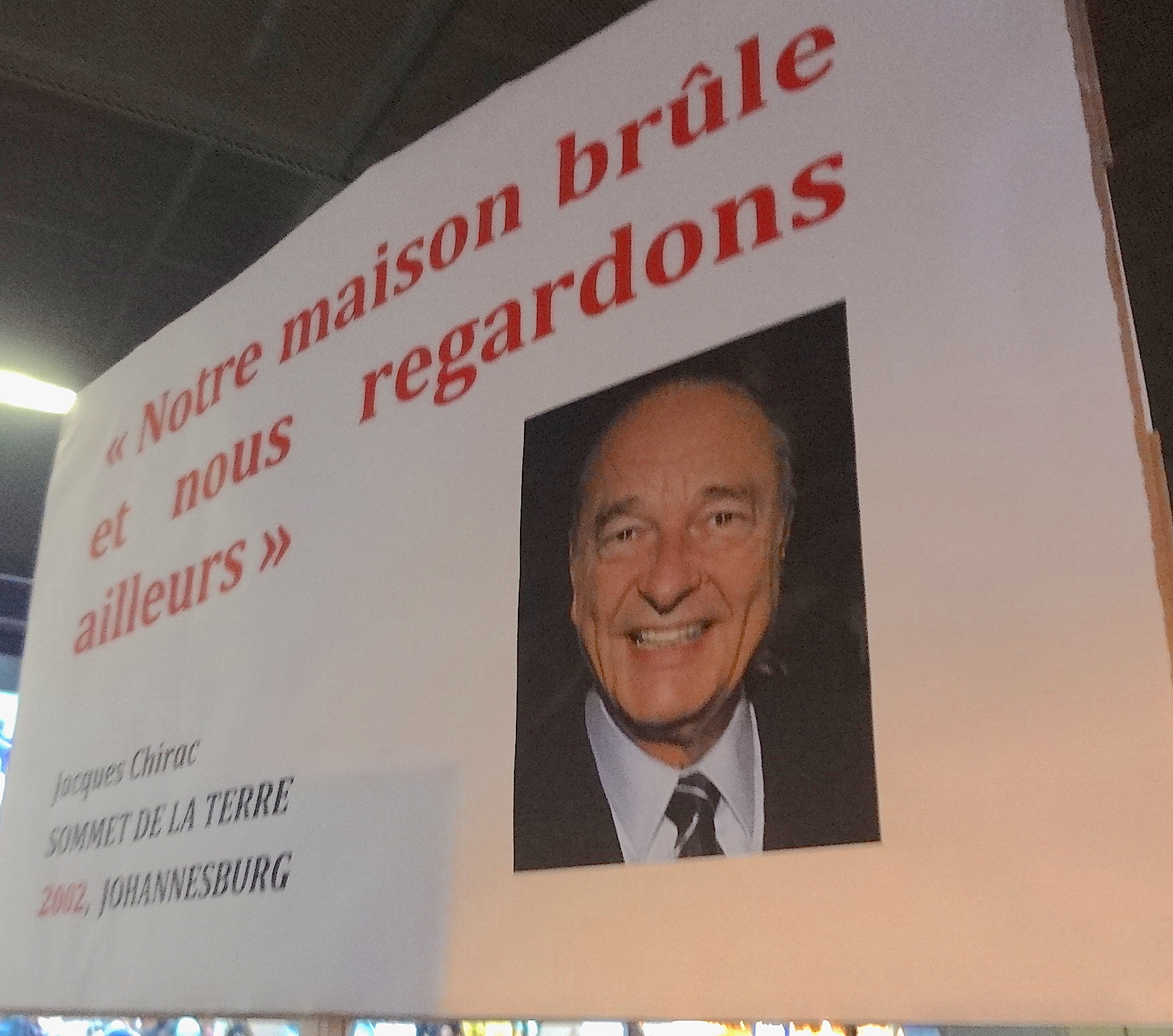
Talet

Notre maison brûle et nous regardons ailleurs (översatt på svenska till: Vårt hus brinner medan vi tittar åt ett annat håll, på engelska: Our house is burning and we look elsewhere) är ett tal som Frankrikes tidigare president Jacques Chirac framförde den 2 september 2002 på FN-konferensen om miljö och utveckling i Johannesburg i Sydafrika. Talet handlade om bland annat miljöförstöring och global uppvärmning; Chirac uppmanade världens samtliga länder att ratificera Kyotoprotokollet.
Jacques Chiracs tal från september 2002 var inspirerat av australiska popbandet Midnight Oil's hitlåt Beds are Burning från 1987.
Greta Thunbergs tal Our House is On Fire, som hon höll på World Economic Forum 2019, är troligtvis inspirerat av Chiracs tal.